# 조홍준
조홍준(1977년 4월 27일 ~)은 해태 타이거즈의 전 야구 선수다.

## 출신 학교
- 광주동성고등학교
- 중앙대학교

## 같이 보기
- 2000년 해태 타이거즈 시즌